# Stockholm-Gärdets helikopterflygplats
Stockholm-Gärdets helikopterflygplats eller Stockholm-Gärdet Heliport (IATA: -, ICAO: ESHT) är en militär helikopterflygplats vid Filmhuset och byggnadskomplexet Tre Vapen, som är säte för Försvarets materielverk (FMV), på Gärdet i Stockholm utan särskild infrastruktur.

## Verksamhet

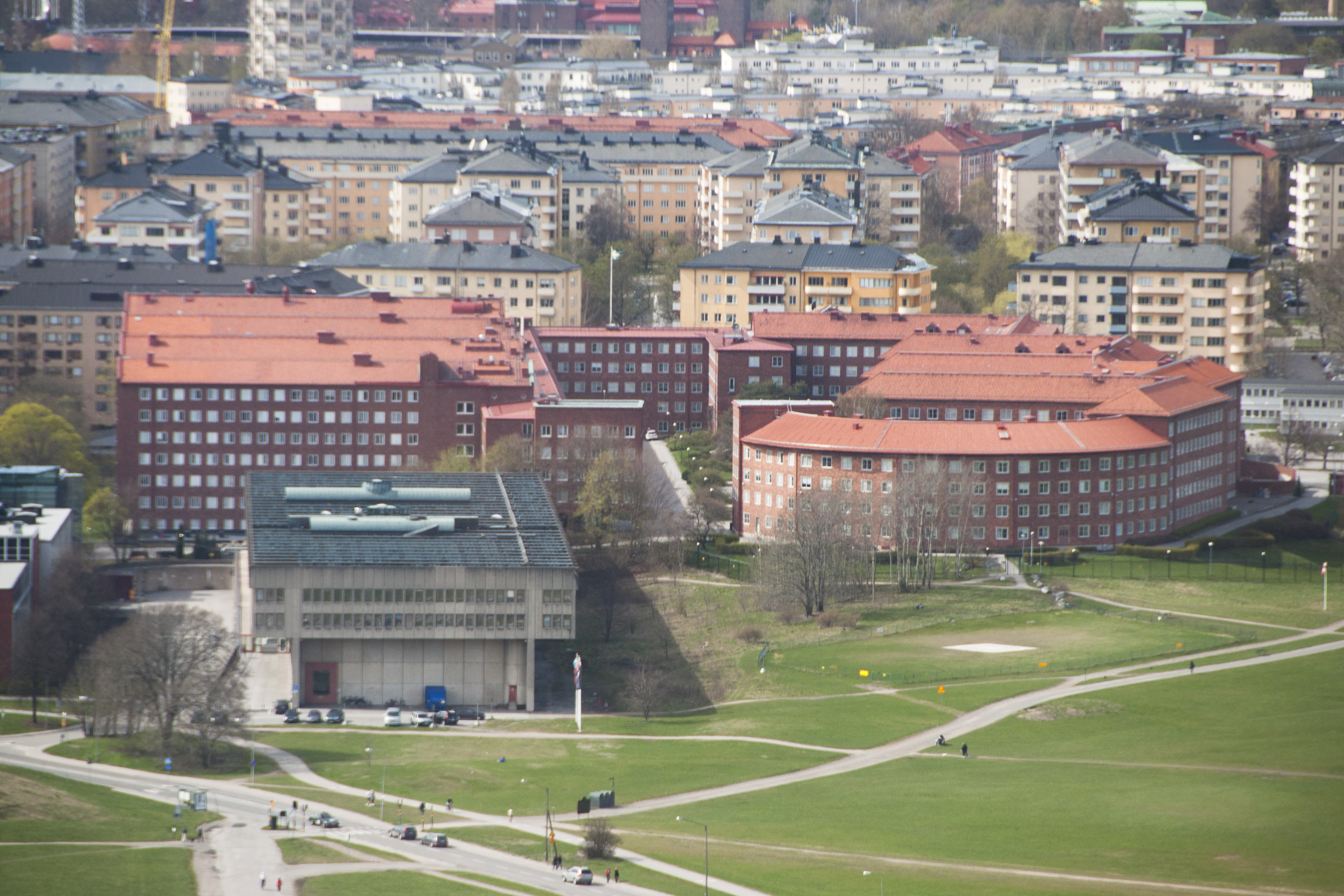
Bild tagen från Kaknästornet. Helikopterflygplatsen är omgiven av stängsel och syns i bildens högra sida.

Helikopterflygplatsen används av Högkvarteret vid Försvarsmakten och FMV.